# BAFTA al miglior film britannico
Il BAFTA al miglior film britannico (BAFTA Award for Best Film) è un premio annuale, promosso dal British Academy of Film and Television Arts (BAFTA) a partire dal 1948. 

## Albo d'oro
L'anno indicato è generalmente relativo all'anno di edizione del Premio e riguarda, di norma, i film usciti l'anno precedente. Nell'elenco seguente vengono indicati in grassetto i film vincitori di ciascuna categoria; per ogni film viene indicato il titolo italiano, se differente dal titolo originale. Il titolo originale è invece indicato tra parentesi.

### Anni 1940
- 1948
  - Fuggiasco (Odd Man Out), regia di Carol Reed
- 1949
  - Idolo infranto (The Fallen Idol), regia di Carol Reed
  - Amleto (Hamlet), regia di Laurence Olivier
  - Le avventure di Oliver Twist (Oliver Twist), regia di David Lean
  - Once a Jolly Swagman, regia di Jack Lee
  - Scarpette rosse (The Red Shoes), regia di Michael Powell e Emeric Pressburger
  - Strada senza ritorno (The Small Voice), regia di Fergus McDonnell
  - La tragedia del capitano Scott (Scott of the Antartic), regia di Charles Frend

### Anni 1950
- 1950
  - Il terzo uomo (The Third Man), regia di Carol Reed
  - La donna di picche (The Queen of Spades), regia di Thorold Dickinson
  - Passaporto per Pimlico (Passport to Pimlico), regia di Henry Cornelius
  - I ragazzi del retrobottega (The Small Back Room), regia di Michael Powell e Emeric Pressburger
  - A Run for Your Money, regia di Charles Frend
  - Sangue blu (Kind Hearts and Coronets), regia di Robert Hamer
  - Whisky a volontà (Whisky Galore!), regia di Alexander Mackendrick
- 1951
  - I giovani uccidono (The Blue Lamp), regia di Basil Dearden
  - Chance of a Lifetime, regia di Bernard Miles
  - Morning Departure, regia di Roy Ward Baker
  - Segreto di Stato (State Secret), regia di Sidney Gilliat
  - Minaccia atomicaquartiere, regia di John e Roy Boulting
  - The Wooden Horse, regia di Jack Lee
- 1952
  - L'incredibile avventura di Mr. Holland (The Lavender Hill Mob), regia di Charles Crichton
  - Addio Mr. Harris (The Browning Version), regia di Anthony Asquith
  - The Magic Garden, regia di Donald Swanson
  - No Resting Place, regia di Paul Rotha
  - Peppino e Violetta (The Small Miracle), regia di Maurice Cloche
  - Quelli che mai disperano (The White Corridors), regia di Pat Jackson
  - Lo scandalo del vestito bianco (The Man in the White Suit), regia di Alexander Mackendrick
  - Stupenda conquista (The Magic Box), regia di John Boulting
- 1953
  - Ali del futuro (The Sound Barrier), regia di David Lean (Gran Bretagna)
  - L'avventuriero della Malesia (Outcast of the Islands), regia di Carol Reed
  - Il fiume (The River), regia di Jean Renoir
  - Mandy la piccola sordomuta (Mandy), regia di Alexander Mackendrick
  - Piangi mio amato paese (Cry, the Beloved Country), regia di Zoltán Korda
  - Quinta squadriglia Hurricanes (Angels One Five), regia di George More O'Ferrall
- 1954
  - La rivale di mia moglie (Genevieve), regia di Henry Cornelius
  - I confini del proibito (The Kidnappers), regia di Philip Leacock
  - L'incubo dei Mau Mau (The Heart of the Matter), regia di George More O'Ferrall
  - Mare crudele (The Cruel Sea), regia di Charles Frend
  - Moulin Rouge, regia di John Huston
- 1955
  - Hobson il tiranno (Hobson's Choice), regia di David Lean
  - Carrington V. C., regia di Anthony Asquith
  - Il figlio conteso (The Divided Heart), regia di Charles Crichton
  - Giulietta e Romeo (Romeo and Juliet), regia di Renato Castellani
  - The Maggie, regia di Alexander Mackendrick
  - Pianura rossa (The Purple Plain), regia di Robert Parrish
  - Quattro in medicina (Doctor in the House), regia di Ralph Thomas
  - Sposi in rodaggio (For Better, for Worse), regia di J. Lee Thompson
- 1956
  - Riccardo III (Richard III), regia di Laurence Olivier
  - La giungla degli implacabili (The Colditz Story), regia di Guy Hamilton
  - I guastatori delle dighe (The Dam Busters), regia di Michael Anderson
  - Il prigioniero (The Prisoner), regia di Peter Glenville
  - La scogliera della morte (The Night My Number Came Up), regia di Leslie Norman
  - La signora omicidi (The Ladykiller), regia di Alexander Mackendrick
  - Simba, regia di Brian Desmond Hurst
- 1957
  - Bader il pilota (Reach for the Sky), regia di Lewis Gilbert
  - La battaglia di Rio della Plata (The Battle of the River Plate), regia di Michael Powell e Emeric Pressburger
  - La mia vita comincia in Malesia (A Town Like Alice), regia di Jack Lee
  - Gli uomini condannano (Yield to the Night), regia di J. Lee Thompson
  - L'uomo che non è mai esistito (The Man Who Never Was), regia di Ronald Neame
- 1958
  - Il ponte sul fiume Kwai (The Bridge on the River Kwai), regia di David Lean
  - Il principe e la ballerina (The Prince and the Showgirl), regia di Laurence Olivier
  - Sul sentiero del sole (The Shiralee), regia di Leslie Norman
  - Terra di ribellione (Windom's Way), regia di Ronald Neame
- 1959
  - La strada dei quartieri alti (Room at the Top), regia di Jack Clayton
  - Birra ghiacciata ad Alessandria (Ice Cold in Alex), regia di J. Lee Thompson
  - Indiscreto (Indiscret), regia di Stanley Donen
  - Mare di sabbia (Sea of Sand), regia di Guy Green
  - Ordine di uccidere (Orders to Kill), regia di Anthony Asquith

### Anni 1960
- 1960
  - Zaffiro nero (Sapphire), regia di Basil Dearden
  - Frontiera a Nord-Ovest (North West Frontier), regia di J. Lee Thompson
  - I giovani arrabbiati (Look Back in Anger), regia di Tony Richardson
  - Nemici di ieri (Yesterday's Enemy), regia di Val Guest
  - Questione di vita o di morte (Tiger Bay), regia di J. Lee Thompson
- 1961
  - Sabato sera, domenica mattina (Saturday Night and Sunday Morning), regia di Karel Reisz
  - Il garofano verde (The Trials of Oscar Wilde), regia di Ken Hughes
  - La tortura del silenzio (The Angry Silence), regia di Guy Green
  - Whisky e gloria (Tunes of Glory), regia di Ronald Neame
- 1962
  - Sapore di miele (A Taste of Honey), regia di Tony Richardson
  - I nomadi (The Sundowners), regia di Fred Zinnemann
  - La pattuglia dei 7 (The Long and the Short and the Tall), regia di Leslie Norman
  - Suspense (The Innocents), regia di Jack Clayton
  - Whistle Down the Wind, regia di Bryan Forbes
- 1963
  - Lawrence d'Arabia (Lawrence of Arabia), regia di David Lean
  - Billy Budd, regia di Peter Ustinov
  - Una maniera d'amare (A Kind of Loving), regia di John Schlesinger
  - Sesso peccato e castità (Only Two Can Play), regia di Sidney Gilliat (Gran Bretagna)
  - La stanza a forma di L (The L-Shaped Room), regia di Bryan Forbes
- 1964
  - Tom Jones (Tom Jones), regia di Tony Richardson
  - Billy il bugiardo (Billy Liar), regia di John Schlesinger
  - Io sono un campione (The Sporting Life), regia di Lindsay Anderson
  - Il servo (The Servant), regia di Joseph Losey
- 1965
  - Il dottor Stranamore - Ovvero: come ho imparato a non preoccuparmi e ad amare la bomba (Dr. Strangelove or: How I Learned to Stop Worrying and Love the Bomb), regia di Stanley Kubrick
  - Becket e il suo re (Becket), regia di Peter Glenville
  - Frenesia del piacere (The Pumpkin Eater), regia di Jack Clayton
  - Il treno (The Train), regia di John Frankenheimer
- 1966
  - Ipcress (The Ipcress File), regia di Sidney J. Furie
  - La collina del disonore (The Hill), regia di Sidney Lumet
  - Darling, regia di John Schlesinger
  - Non tutti ce l'hanno (The Knack... and How to Get It), regia di Richard Lester
- 1967
  - La spia che venne dal freddo (The Spy Who Came In From The Cold), regia di Martin Ritt
  - Alfie, regia di Lewis Gilibert
  - Georgy, svegliati (Georgy Girl), regia di Silvio Narizzano
  - Morgan matto da legare (Morgan - A Suitable Case for Treatman), regia di Karel Reisz
- 1968
  - Un uomo per tutte le stagioni (A Man For All Seasons), regia di Fred Zinnemann
  - Blow-Up, regia di Michelangelo Antonioni
  - Chiamata per il morto (The Deadly Affair), regia di Sidney Lumet
  - L'incidente (Accident), regia di Joseph Losey

### Anni 1990
- 1993
  - La moglie del soldato (The Crying Game), regia di Neil Jordan
- 1994
  - Viaggio in Inghilterra (Shadowlands), regia di Richard Attenborough
  - Naked - Nudo (Naked), regia di Mike Leigh
  - Piovono pietre (Raining Stones), regia di Ken Loach
  - Tom & Viv - Nel bene, nel male, per sempre (Tom & Viv), regia di Brian Gilbert
- 1995
  - Piccoli omicidi tra amici (Shallow Grave), regia di Danny Boyle
  - Backbeat - Tutti hanno bisogno di amore (Backbeat), regia di Iain Softley
  - Picnic alla spiaggia (Bhaji on the Beach), regia di Gurinder Chadha
  - Il prete (Priest), regia di Antonia Bird
- 1996
  - La pazzia di Re Giorgio (The Madness of King George), regia di Nicholas Hytner
  - Carrington, regia di Christopher Hampton
  - Terra e libertà (Land and Freedom), regia di Ken Loach
  - Trainspotting, regia di Danny Boyle
- 1997
  - Segreti e bugie (Secrets and Lies), regia di Mike Leigh
  - La canzone di Carla (Carla's Song), regia di Ken Loach
  - Grazie, signora Thatcher (Brassed Off), regia di Mark Herman
  - Riccardo III (Richard III), regia di Richard Loncraine
- 1998
  - Niente per bocca (Nil by Mouth), regia di Gary Oldman
  - Full Monty - Squattrinati organizzati (The Full Monty), regia di Peter Cattaneo
  - La mia regina (Mrs Brown), regia di John Madden
  - Regeneration, regia di Gillies MacKinnon
  - I rubacchiotti (The Borrowers), regia di Peter Hewitt
  - Ventiquattrosette (24 7: Twenty Four Seven), regia di Shane Meadows
- 1999
  - Elizabeth
  - Hilary e Jackie (Hilary and Jackie), regia di Anand Tucker
  - Little Voice - È nata una stella (Little Voice), regia di Mark Herman
  - Lock & Stock - Pazzi scatenati (Lock, Stock and Two Smoking Barrels), regia di Guy Ritchie
  - My Name Is Joe, regia di Ken Loach
  - Sliding Doors, regia di Peter Howitt

### Anni 2000
- 2000
  - East Is East, regia di Damien O'Donnell
  - Notting Hill, regia di Roger Michell
  - Onegin, regia di Martha Fiennes
  - Ratcatcher, regia di Lynne Ramsay
  - Topsy-Turvy - Sotto-sopra (Topsy- Turvy), regia di Mike Leigh
  - Wonderland, regia di Michael Winterbottom
- 2001
  - Billy Elliot (Billy Elliot), regia di Stephen Daldry
  - La casa della gioia (The House of Mirth), regia di Terence Davies
  - Galline in fuga (Chicken Run), regia di Nick Park
  - Last Resort, regia di Paweł Pawlikowski
  - Sexy Beast - L'ultimo colpo della bestia (Sexy Beast), regia di Jonathan Glazer
- 2002
  - Gosford Park (Gosford Park), regia di Robert Altman
  - Il diario di Bridget Jones (Bridget Jones's Diary), regia di Sharon Maguire
  - Harry Potter e la pietra filosofale (Harry Potter and the Philosopher's Stone), regia di Chris Columbus
  - Iris - Un amore vero (Iris), regia di Richard Eyre
  - Me Without You, regia di Sandra Goldbacher
- 2003
  - The Warrior (The Warrior), regia di Asif Kapadia
  - The Hours, regia di Stephen Daldry
  - Magdalene (The Magdalene Sisters), regia di Peter Mullan
  - Piccoli affari sporchi (Dirty Pretty Things), regia di Stephen Frears
  - Sognando Beckham (Bend It Like Beckham), regia di Gurinder Chadha
- 2004
  - La morte sospesa (Touching the Vold), regia di Kevin Macdonald
  - Cose di questo mondo (In This World), regia di Michael Winterbottom
  - Love Actually - L'amore davvero (Love Actually), regia di Richard Curtis
  - La ragazza con l'orecchino di perla (Girl with a Pearl Earring), regia di Peter Webber
  - Ritorno a Cold Mountain (Cold Mountain), regia di Anthony Minghella
- 2005
  - My Summer of Love (My Summer of Love), regia di Paweł Pawlikowski
  - L'alba dei morti dementi (Shaun of the Dead), regia di Edgar Wright
  - Dead Man's Shoes - Cinque giorni di vendetta (Dead Man's Shoes), regia di Shane Meadows
  - Harry Potter e il prigioniero di Azkaban (Harry Potter and the Prisoner of Azkaban), regia di Alfonso Cuarón
  - Il segreto di Vera Drake (Vera Drake), regia di Mike Leigh
- 2006
  - Wallace & Gromit - La maledizione del coniglio mannaro (Wallace & Gromit: The Curse of the Were-Rabbit), regia di Nick Park e Steve Box
  - A Cock and Bull Story, regia di Michael Winterbottom
  - The Constant Gardener - La cospirazione (The Constant Gardner), regia di Fernando Meirelles
  - Festival, regia di Annie Griffin
  - Orgoglio e pregiudizio (Pride & Prejudice), regia di Joe Wright
- 2007
  - L'ultimo re di Scozia (The Last King of Scotland), regia di Kevin Macdonald
  - The Queen - La regina (The Queen), regia di Stephen Frears
  - Casino Royale, regia di Martin Campbell
  - United 93, regia di Paul Greengrass
  - Diario di uno scandalo (Notes on a Scandal), regia di Richard Eyre
- 2008
  - This Is England, regia di Shane Meadows
  - Espiazione (Atonement), regia di Joe Wright
  - Mr. Magorium e la bottega delle meraviglie (Mr. Magorium's Wonder Emporium), regia di Zach Helm
  - Control, regia di Anton Corbijn
  - La promessa dell'assassino (Eastern Promises), regia di David Cronenberg
- 2009
  - Man on Wire - Un uomo tra le Torri (Man on Wire), regia di James Marsh
  - Hunger, regia di Steve McQueen
  - In Bruges - La coscienza dell'assassino (In Bruges), regia di Martin McDonagh
  - Mamma Mia!, regia di Phyllida Lloyd
  - The Millionaire (Slumdog Millionaire), regia di Danny Boyle

### Anni 2010
- 2010
  - Fish Tank, regia di Andrea Arnold
  - An Education, regia di Lone Scherfig
  - In the Loop, regia di Armando Iannucci
  - Moon, regia di Duncan Jones
  - Nowhere Boy, regia di Sam Taylor-Wood
- 2011
  - Il discorso del re (The King's Speech), regia di Tom Hooper
  - 127 ore (127 Hours), regia di Danny Boyle
  - Another Year, regia di Mike Leigh
  - Four Lions, regia di Chris Morris
  - We Want Sex (Made in Dagenham), regia di Nigel Cole
- 2012
  - La talpa (Tinker, Tailor, Soldier, Spy), regia di Tomas Alfredson
  - Marilyn (My Week with Marilyn), regia di Simon Curtis
  - Senna, regia di Asif Kapadia
  - Shame, regia di Steve McQueen
  - ...e ora parliamo di Kevin (We Need to Talk About Kevin), regia di Lynne Ramsay
- 2013
  - Skyfall, regia di Sam Mendes
  - Anna Karenina, regia di Joe Wright
  - Marigold Hotel (The Best Exotic Marigold Hotel), regia di John Madden
  - Les Misérables, regia di Tom Hooper
  - 7 psicopatici (Seven Psychopaths), regia di Martin McDonagh
- 2014
  - Gravity, regia di Alfonso Cuarón
  - Mandela - La lunga strada verso la libertà, regia di Justin Chadwick
  - Philomena, regia di Stephen Frears
  - Rush, regia di Ron Howard
  - Saving Mr. Banks, regia di John Lee Hancock
  - Il gigante egoista (The Selfish Giant), regia di Clio Barnard
- 2015
  - La teoria del tutto (The Theory of Everything), regia di James Marsh
  - '71, regia di Yann Demange
  - Paddington, regia di Paul King
  - Pride, regia di Matthew Warchus
  - The Imitation Game , regia di Morten Tyldum
  - Under the Skin, regia di Jonathan Glazer
- 2016
  - Brooklyn, regia di John Crowley
  - 45 anni (45 Years), regia di Andrew Haigh
  - Amy, regia di Asif Kapadia
  - The Danish Girl, regia di Tom Hooper
  - Ex Machina, regia di Alex Garland
  - The Lobster, regia di Yorgos Lanthimos
- 2017[1]
  - Io, Daniel Blake (I, Daniel Blake), regia di Ken Loach
  - American Honey, regia di Andrea Arnold
  - La verità negata (Denial), regia di Mick Jackson
  - Animali fantastici e dove trovarli (Fantastic Beasts and Where to Find Them), regia di David Yates
  - Notes on Blindness, regia di Peter Middleton e James Spinney
  - L'ombra della paura (Under the Shadow), regia di Babak Anvari
- 2018[2]
  - Tre manifesti a Ebbing, Missouri (Three Billboards Outside Ebbing, Missouri), regia di Martin McDonagh
  - L'ora più buia (Darkest Hour), regia di Joe Wright
  - Morto Stalin, se ne fa un altro (The Death of Stalin), regia di Armando Iannucci
  - La terra di Dio - God's Own Country (God's Own Country), regia di Francis Lee
  - Lady Macbeth, regia di William Oldroyd
  - Paddington 2, regia di Paul King
- 2019[3]
  - La favorita (The Favourite) regia di Yorgos Lanthimos
  - Bohemian Rhapsody (Bohemian Rhapsody) regia di Bryan Singer
  - Beast (Beast) regia di Michael Pearce
  - Stanlio & Ollio (Stan & Ollie) regia di Jon S. Baird
  - McQueen, regia di Ian Bonhôte
  - A Beautiful Day - You Were Never Really Here (You Were Never Really Here), regia di Lynne Ramsay

### Anni 2020
- 2020[4]
  - 1917, regia di Sam Mendes
  - Bait, regia di Mark Jenkin
  - I due papi (The Two Popes), regia di Fernando Meirelles
  - Alla mia piccola Sama (For Sama), regia di Waad al-Kateab e Edward Watts
  - Rocketman, regia di Dexter Fletcher
  - Sorry We Missed You, regia di Ken Loach
- 2021[5]
  - Una donna promettente (Promising Young Woman), regia di Emerald Fennell
  - L'ombra della violenza (Calm with Horses), regia di Nick Rowland
  - La nave sepolta (The Dig), regia di Simon Stone
  - The Father - Nulla è come sembra (The Father), regia di Florian Zeller
  - His House, regia di Remi Weekes
  - Limbo, regia di Ben Sharrock
  - The Mauritanian, regia di Kevin Macdonald
  - Mogul Mowgli, regia di Bassam Tariq
  - Rocks, regia di Sarah Gavron
  - Santa Maud (Saint Maud) regia di Rose Glass
- 2022[6][7]
  - Belfast, regia di Kenneth Branagh
  - After Love, regia di Aleem Khan
  - Ali & Ava, regia di Clio Barnard
  - Boiling Point - Il disastro è servito (Boiling Point), regia di Philip Barantini
  - Cyrano, regia di Joe Wright
  - Tutti parlano di Jamie (Everybody's Talking About Jamie), regia di Jonathan Butterell
  - House of Gucci, regia di Ridley Scott
  - No Time to Die, regia di Cary Fukunaga
  - Due donne - Passing (Passing), regia di Rebecca Hall
  - Ultima notte a Soho (Last Night in Soho), regia di Edgar Wright
- 2023[8]
  - Gli spiriti dell'isola (The Banshees of Inisherin), regia di Martin McDonagh
  - Aftersun, regia di Charlotte Wells
  - Brian e Charles (Brian and Charles), regia di Jim Archer
  - Empire of Light, regia di Sam Mendes
  - Il piacere è tutto mio (Good Luck To You, Leo Grande), regia di Sophie Hyde
  - Living, regia di Oliver Hermanus
  - Matilda The Musical di Roald Dahl (Roald Dahl's Matilda the Musical), regia di Matthew Warchus
  - Omicidio nel West End (See How They Run), regia di Tom George
  - Le nuotatrici (The Swimmers), regia di Sally El Hosaini
  - Il prodigio (The Wonder), regia di Sebastián Lelio
- 2024[9]
  - La zona d'interesse (The Zone of Interest), regia di Jonathan Glazer
  - Estranei (All of Us Strangers), regia di Andrew Haigh
  - How to Have Sex, regia di Molly Manning Walker
  - Napoleon, regia di Ridley Scott
  - The Old Oak, regia di Ken Loach
  - Povere creature! (Poor Things), regia di Yorgos Lanthimos
  - Ritrovarsi in Rye Lane (Rye Lane), regia di Raine Allen-Miller
  - Saltburn, regia di Emerald Fennell
  - Scrapper, regia di Charlotte Regan
  - Wonka, regia di Paul King
- 2025[10]
  - Conclave, regia di Edward Berger
  - Bird, regia di Andrea Arnold
  - Blitz, regia di Steve McQueen
  - Il gladiatore II (Gladiator II), regia di Ridley Scott
  - Hard Truths, regia di Mike Leigh
  - Kneecap, regia di Rich Peppiatt
  - Lee, regia di Ellen Kuras
  - Love Lies Bleeding, regia di Rose Glass
  - The Outrun, regia di Nora Fingscheidt
  - Wallace e Gromit - Le piume della vendetta (Wallace & Gromit: Vengeance Most Fow)